# Liste der Naturdenkmale in Hahn (Hunsrück)
Die Liste der Naturdenkmale in Hahn nennt die im Gemeindegebiet von Hahn ausgewiesenen Naturdenkmale (Stand 13. Mai 2024).

## Naturdenkmale
| Nr.         | Bezeichnung            | Lage                            | Beschreibung | Bild            |
| ----------- | ---------------------- | ------------------------------- | ------------ | --------------- |
| ND-7140-094 | Baumgruppe am Friedhof | um die Kirche St. Antonius Lage | elf Bäume    | Fotos hochladen |